# EC 1.4.2
La EC 1.4.2 è una sotto-sottoclasse della classificazione EC relativa agli enzimi. Si tratta di una sottoclasse delle ossidoreduttasi che include enzimi che utilizzano donatori di elettroni di tipo amminico e citocromo come accettore.

## Enzimi appartenenti alla sotto-sottoclasse
| numero EC  | nome accettato                   |
| ---------- | -------------------------------- |
| EC 1.4.2.1 | glicina deidrogenasi (citocromo) |